# Saint-Agnant (Charente-Maritime)
Pour les articles homonymes, voir Saint-Agnant.
Saint-Agnant-les-Marais, renommée Saint-Agnant dans les années 1970 pour effacer le souvenir d'insalubrité lié aux marais, est une commune du Sud-Ouest de la France, située dans le département de la Charente-Maritime (région Nouvelle-Aquitaine) qui fait partie de l'ancienne province de Saintonge.
Ses habitants sont appelés les Saint-Agnantais et les Saint-Agnantaises.

## Géographie
La commune de Saint-Agnant est située dans la partie sud-ouest de la France, au centre de la côte atlantique dont elle est distante d'une dizaine de kilomètres à vol d'oiseau, faisant partie du « Midi atlantique ».
Cette commune borde le marais de Brouage à l'Est. Elle appartient à la couronne périurbaine de l'aire urbaine de Rochefort-sur-Mer, ville à laquelle elle est reliée directement par une voie rapide à 2x2 voies.

### Communes limitrophes
| Soubise  | Échillais          | Trizay    |
| Beaugeay | Saint-Agnant       | Champagne |
|          | Saint-Jean-d'Angle |           |

## Urbanisme

### Typologie
Au 1er janvier 2024, Saint-Agnant est catégorisée bourg rural, selon la nouvelle grille communale de densité à 7 niveaux définie par l'Insee en 2022.
Elle appartient à l'unité urbaine de Saint-Agnant, une unité urbaine monocommunale constituant une ville isolée,. Par ailleurs la commune fait partie de l'aire d'attraction de Rochefort, dont elle est une commune de la couronne,. Cette aire, qui regroupe 33 communes, est catégorisée dans les aires de 50 000 à moins de 200 000 habitants,.

### Occupation des sols
L'occupation des sols de la commune, telle qu'elle ressort de la base de données européenne d’occupation biophysique des sols Corine Land Cover (CLC), est marquée par l'importance des territoires agricoles (75,7 % en 2018), en diminution par rapport à 1990 (78,7 %). La répartition détaillée en 2018 est la suivante : 
terres arables (34,3 %), prairies (30 %), forêts (11,6 %), zones agricoles hétérogènes (11,4 %), zones urbanisées (7,7 %), zones industrielles ou commerciales et réseaux de communication (3,9 %), mines, décharges et chantiers (1,1 %). L'évolution de l’occupation des sols de la commune et de ses infrastructures peut être observée sur les différentes représentations cartographiques du territoire : la carte de Cassini (XVIIIe siècle), la carte d'état-major (1820-1866) et les cartes ou photos aériennes de l'IGN pour la période actuelle (1950 à aujourd'hui).

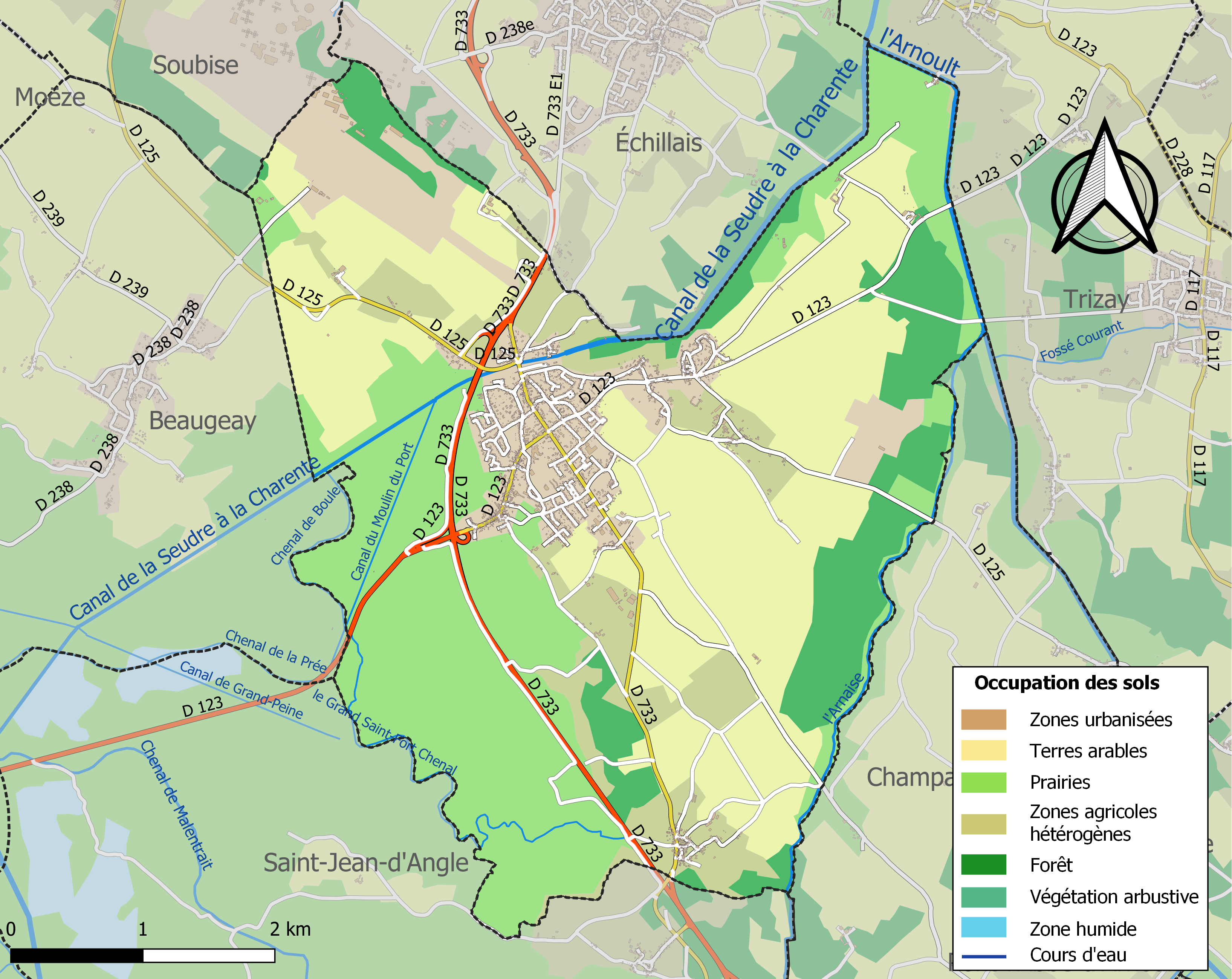
Carte des infrastructures et de l'occupation des sols de la commune en 2018 (CLC).

### Risques majeurs
Le territoire de la commune de Saint-Agnant-les Marais est vulnérable à différents aléas naturels : météorologiques (tempête, orage, neige, grand froid, canicule ou sécheresse), inondations, mouvements de terrains et séisme (sismicité modérée). Il est également exposé à un risque technologique, le transport de matières dangereuses. Un site publié par le BRGM permet d'évaluer simplement et rapidement les risques d'un bien localisé soit par son adresse soit par le numéro de sa parcelle.

#### Risques naturels
Certaines parties du territoire communal sont susceptibles d’être affectées par le risque d’inondation par débordement de cours d'eau, notamment l'Arnoult, affluent du fleuve Charente et le canal de la Seudre à la Charente, et par submersion marine. La commune a été reconnue en état de catastrophe naturelle au titre des dommages causés par les inondations et coulées de boue survenues en 1982, 1999, 2010 et 2013 et au titre des inondations par remontée de nappe en 2000,.

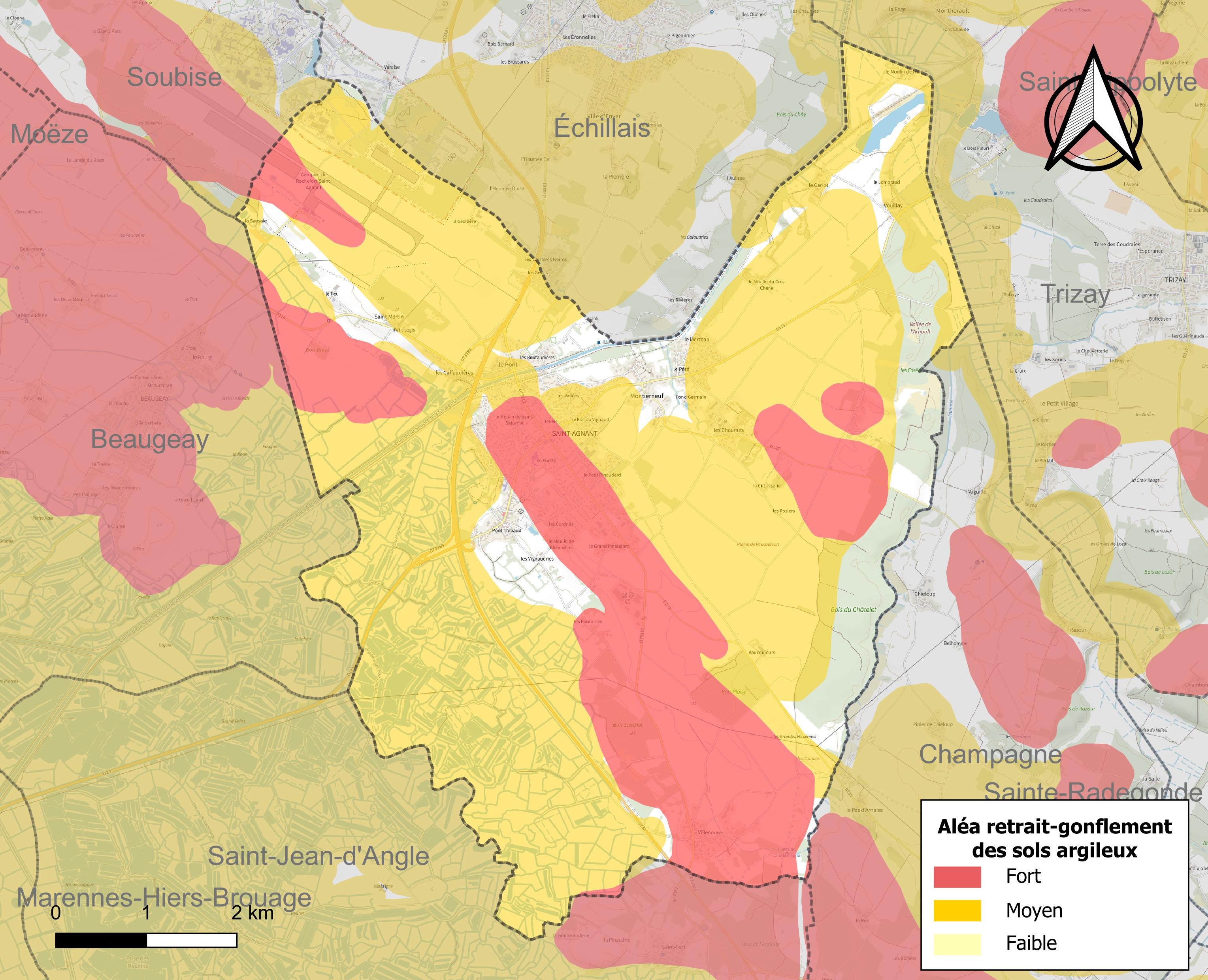
Carte des zones d'aléa retrait-gonflement des sols argileux de Saint-Agnant.

Les mouvements de terrains susceptibles de se produire sur la commune sont des affaissements et effondrements liés aux cavités souterraines (hors mines) et des tassements différentiels. Par ailleurs, afin de mieux appréhender le risque d’affaissement de terrain, l'inventaire national des cavités souterraines permet de localiser celles situées sur la commune.
Le retrait-gonflement des sols argileux est susceptible d'engendrer des dommages importants aux bâtiments en cas d’alternance de périodes de sécheresse et de pluie. 85,9 % de la superficie communale est en aléa moyen ou fort (54,2 % au niveau départemental et 48,5 % au niveau national). Sur les 1 157 bâtiments dénombrés sur la commune en 2019, 922 sont en aléa moyen ou fort, soit 80 %, à comparer aux 57 % au niveau départemental et 54 % au niveau national. Une cartographie de l'exposition du territoire national au retrait gonflement des sols argileux est disponible sur le site du BRGM,.
Par ailleurs, afin de mieux appréhender le risque d’affaissement de terrain, l'inventaire national des cavités souterraines permet de localiser celles situées sur la commune.
Concernant les mouvements de terrains, la commune a été reconnue en état de catastrophe naturelle au titre des dommages causés par la sécheresse en 1989, 1992, 2003, 2005, 2011, 2017 et 2018 et par des mouvements de terrain en 1999 et 2010.

#### Risques technologiques
Le risque de transport de matières dangereuses sur la commune est lié à sa traversée par une ou des infrastructures routières ou ferroviaires importantes ou la présence d'une canalisation de transport d'hydrocarbures. Un accident se produisant sur de telles infrastructures est susceptible d’avoir des effets graves sur les biens, les personnes ou l'environnement, selon la nature du matériau transporté. Des dispositions d’urbanisme peuvent être préconisées en conséquence.

## Hydrographie
La commune de Saint Agnant est traversée du nord-est au sud-est par le canal de la Charente à la Seudre, également appelé canal de la Bridoire. Une large partie du canal sert de délimitation administrative avec la commune voisine d'Échillais.

## Toponymie
De l'oïl saint, suivi de l'anthroponyme Anianus. Ceci correspond au patronage du bourg à Saint Agnant.

## Histoire
Saint-Agnant comptait de nombreux pêcheurs, avec un petit port qui bordait le golfe des santons, au temps où le village se situait à Montierneuf autour de son abbaye.
Sous la Révolution, la commune portait le nom de Montagnan (une affiche est disponible à la fin du village à la limite de Rochefort).

## Administration

### Liste des maires
| Période                                  | Période   | Identité                 | Étiquette  | Qualité                                                                                                |
| ---------------------------------------- | --------- | ------------------------ | ---------- | --- |
| mai 1953                                 | mars 1971 | Raymond Beauvoit         |            | |
| mars 1971                                | mars 1977 | Jean FOURCHÉ             | apolitique | Acheteur-approvisionneur à Zodiac Rochefort - précédemment carrière de navigant dans l'armée de l'air. |
| mars 1977                                | mars 1989 | Raymond Souchard         | PS         | Enseignant puis principal de collège                                                                   |
| mars 1989                                | juin 1995 | Jean-Paul Boulanger      |            | Chirurgien                                                                                             |
| juin 1995                                | mars 2001 | Jean-Pierre Coullandreau |            | Officier de l'Armée de l'air à la retraite - Instructeur au sol                                        |
| mars 2001                                | mars 2014 | Gilles Trocherie         | DVD        | Militaire à la retraite                                                                                |
| mars 2014                                | 2020      | Michèle Bazin            | DVG        | Retraitée de la fonction publique Conseillère départementale du canton de Marennes (2015 → 2021)       |
| 2020                                     | En cours  | Bernard Giraud           |            | |
| Les données manquantes sont à compléter. |           |                          |            | |

### Région
À la suite de la réforme administrative de 2014 ramenant le nombre de régions de France métropolitaine de 22 à 13, la commune appartient depuis le 1er janvier 2016 à la région Nouvelle-Aquitaine, dont la préfecture de région est Bordeaux. De 1972 au 31 décembre 2015, elle appartenait à la région Poitou-Charentes, dont la préfecture de région était Poitiers.

## Démographie
L'évolution du nombre d'habitants est connue à travers les recensements de la population effectués dans la commune depuis 1793. Pour les communes de moins de 10 000 habitants, une enquête de recensement portant sur toute la population est réalisée tous les cinq ans, les populations de référence des années intermédiaires étant quant à elles estimées par interpolation ou extrapolation. Pour la commune, le premier recensement exhaustif entrant dans le cadre du nouveau dispositif a été réalisé en 2004.

En 2022, la commune comptait 2 774 habitants, en évolution de +3,78 % par rapport à 2016 (Charente-Maritime : +4,04 %, France hors Mayotte : +2,11 %).
| 1793 | 1800 | 1806 | 1821  | 1831  | 1836  | 1841  | 1846  | 1851  |
| ---- | ---- | ---- | ----- | ----- | ----- | ----- | ----- | ----- |
| 873  | 845  | 684  | 1 019 | 1 113 | 1 014 | 1 107 | 1 113 | 1 077 |

| 1856  | 1861  | 1866  | 1872  | 1876  | 1881  | 1886  | 1891  | 1896  |
| ----- | ----- | ----- | ----- | ----- | ----- | ----- | ----- | ----- |
| 1 068 | 1 205 | 1 181 | 1 145 | 1 136 | 1 330 | 1 238 | 1 256 | 1 233 |

| 1901  | 1906  | 1911  | 1921  | 1926  | 1931  | 1936  | 1946  | 1954  |
| ----- | ----- | ----- | ----- | ----- | ----- | ----- | ----- | ----- |
| 1 221 | 1 259 | 1 161 | 1 059 | 1 003 | 1 084 | 1 107 | 1 053 | 1 072 |

| 1962  | 1968  | 1975  | 1982  | 1990  | 1999  | 2004  | 2006  | 2009  |
| ----- | ----- | ----- | ----- | ----- | ----- | ----- | ----- | ----- |
| 1 182 | 1 205 | 1 346 | 1 594 | 1 830 | 2 083 | 2 172 | 2 285 | 2 416 |

| 2014  | 2019  | 2022  | - | - | - | - | - | - |
| ----- | ----- | ----- | - | - | - | - | - | - |
| 2 663 | 2 700 | 2 774 | - | - | - | - | - | - |

## Lieux et monuments
- Abbaye de Montierneuf (Charente-Maritime)

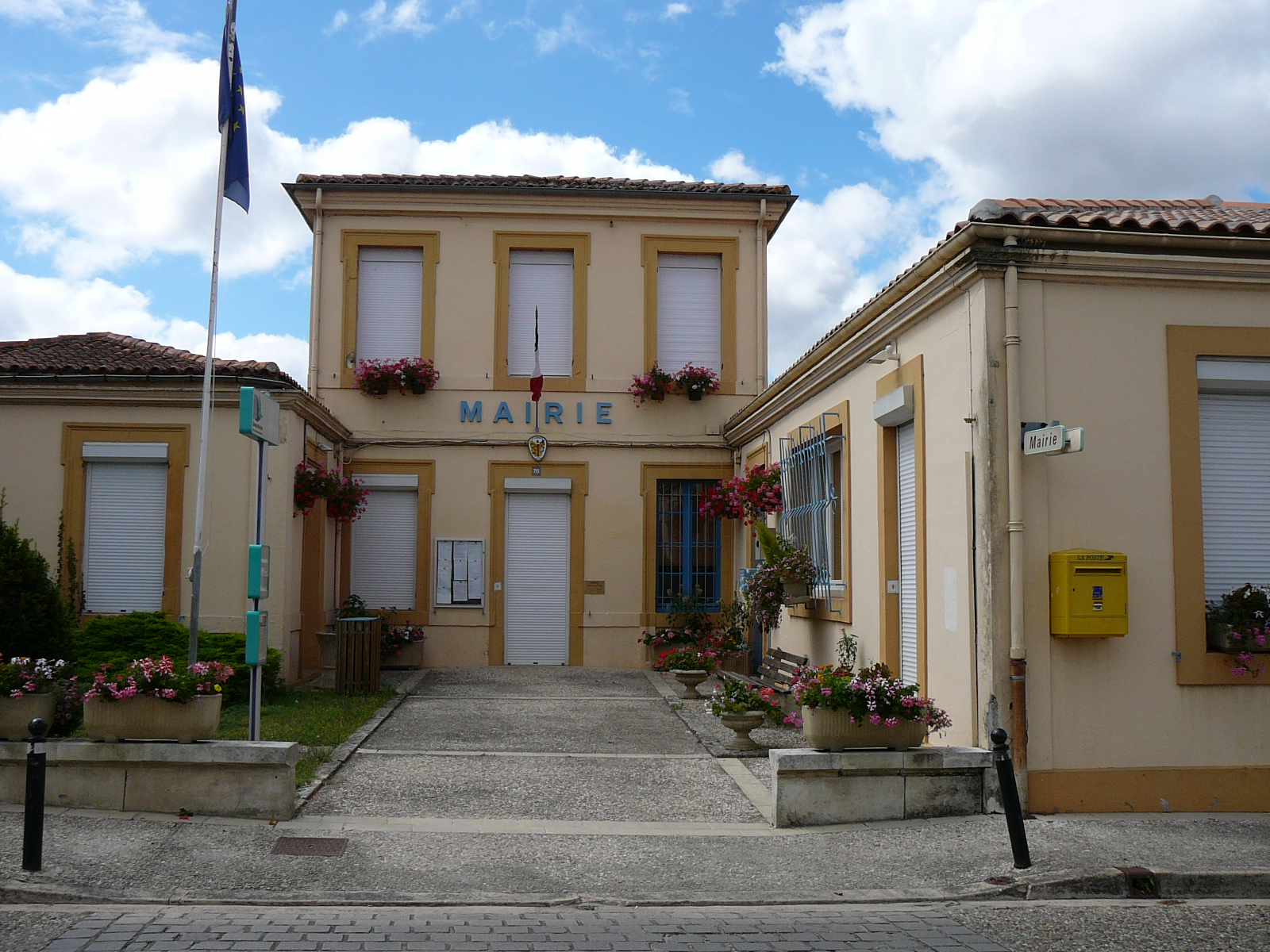
La mairie de Saint-Agnant.
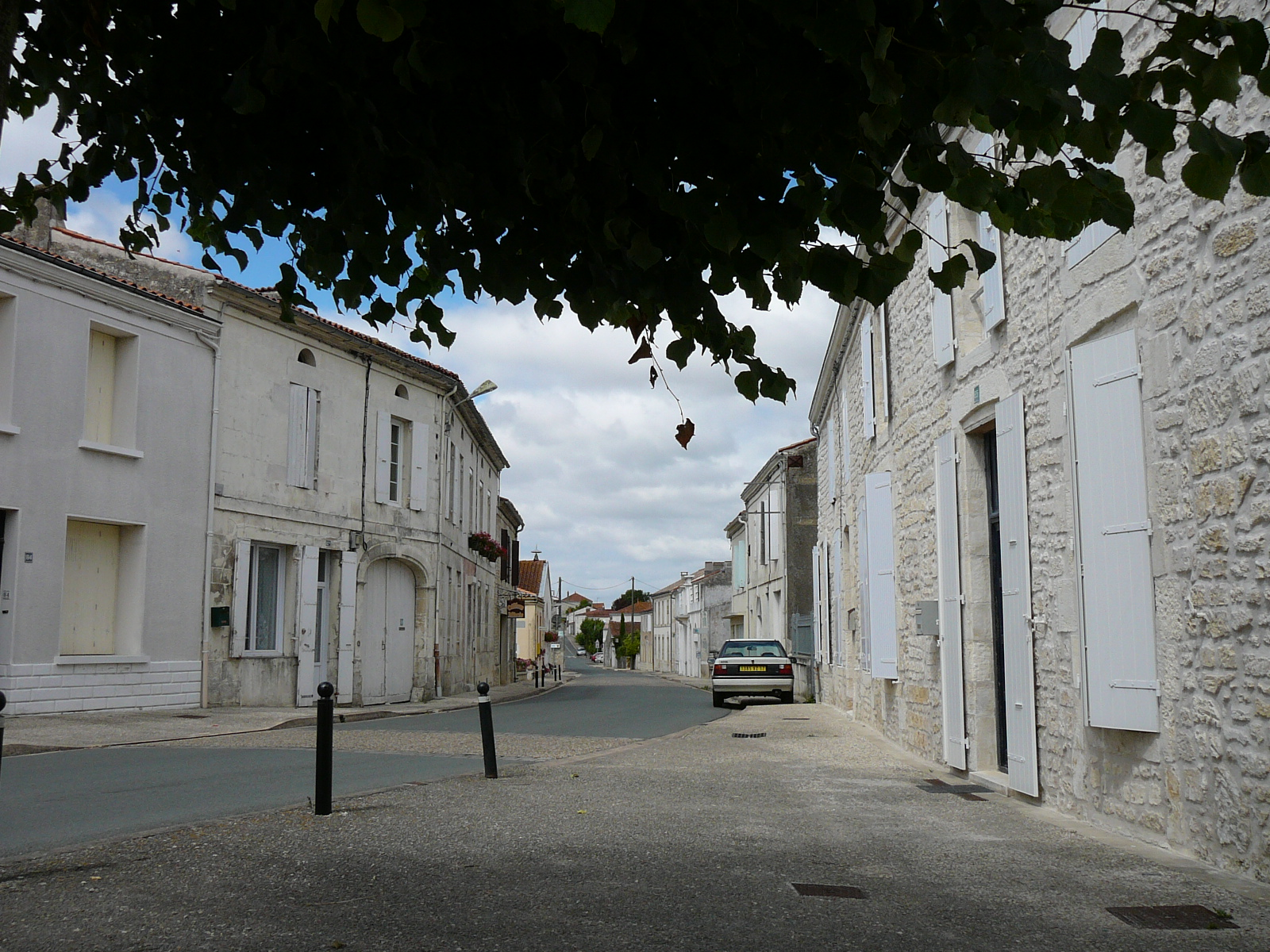
Une rue du centre-ville.
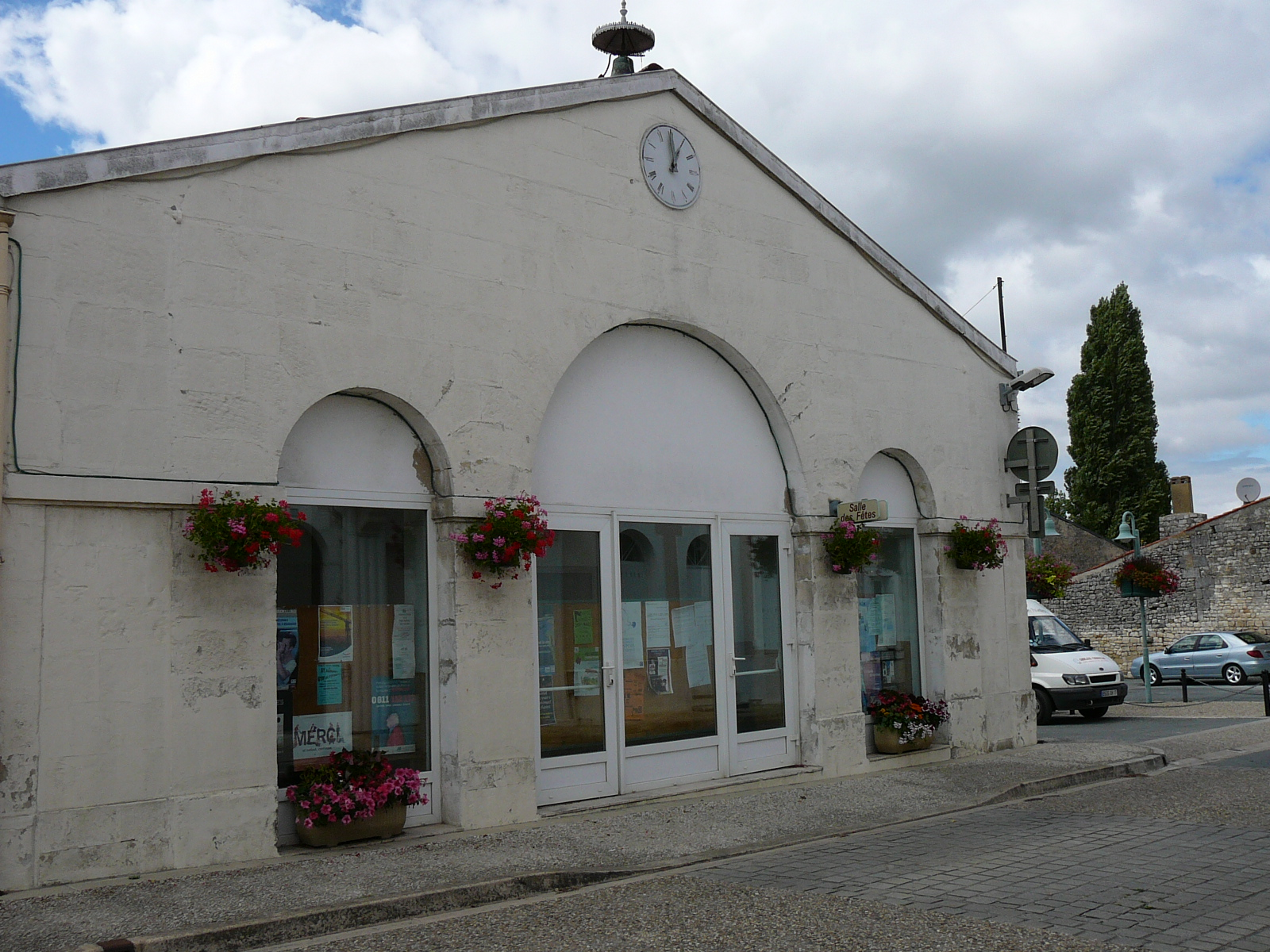
La salle des fêtes.
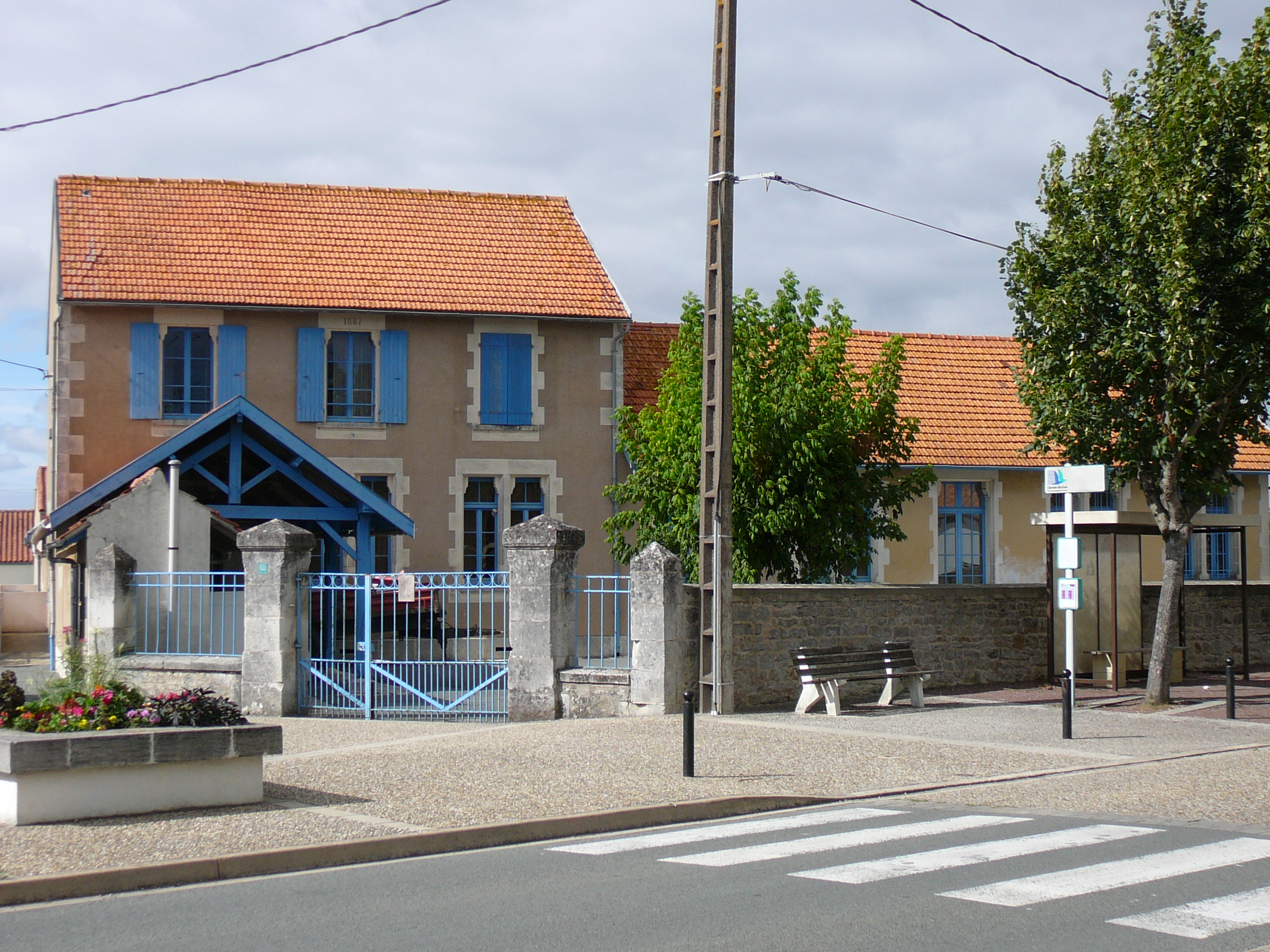
L'école communale.
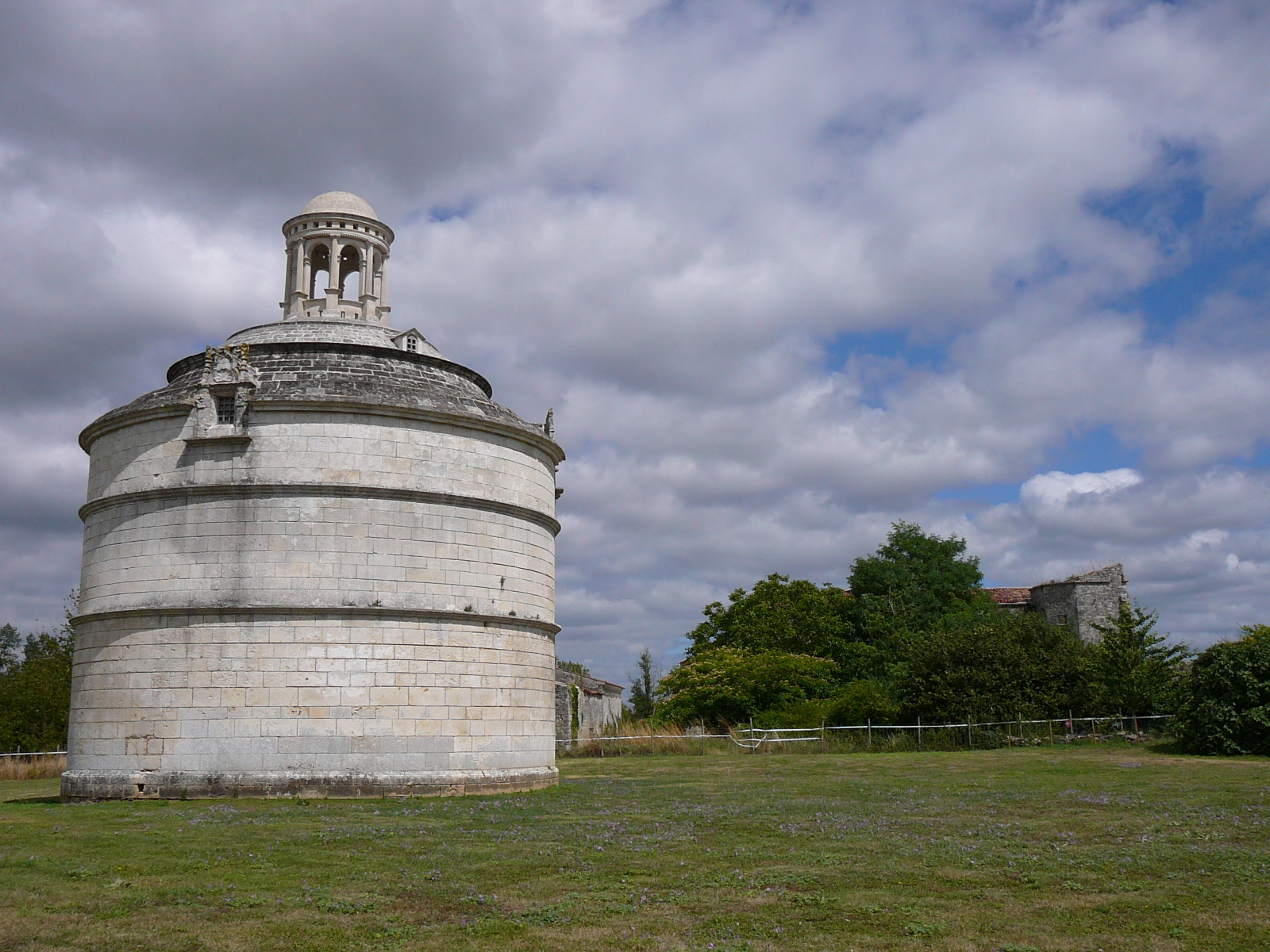
Le pigeonnier et l'abbaye de Montierneuf.
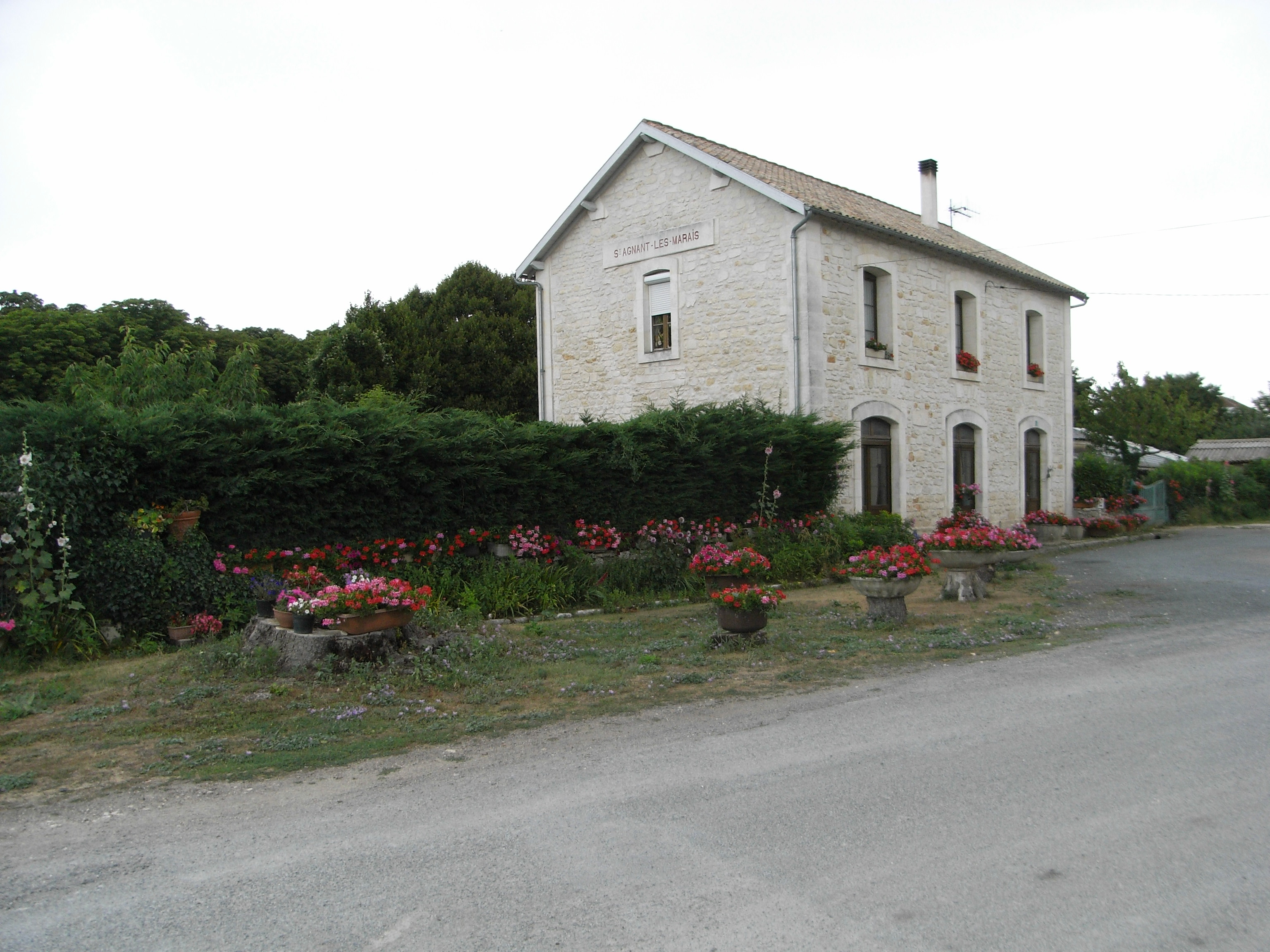
L'ancienne gare.
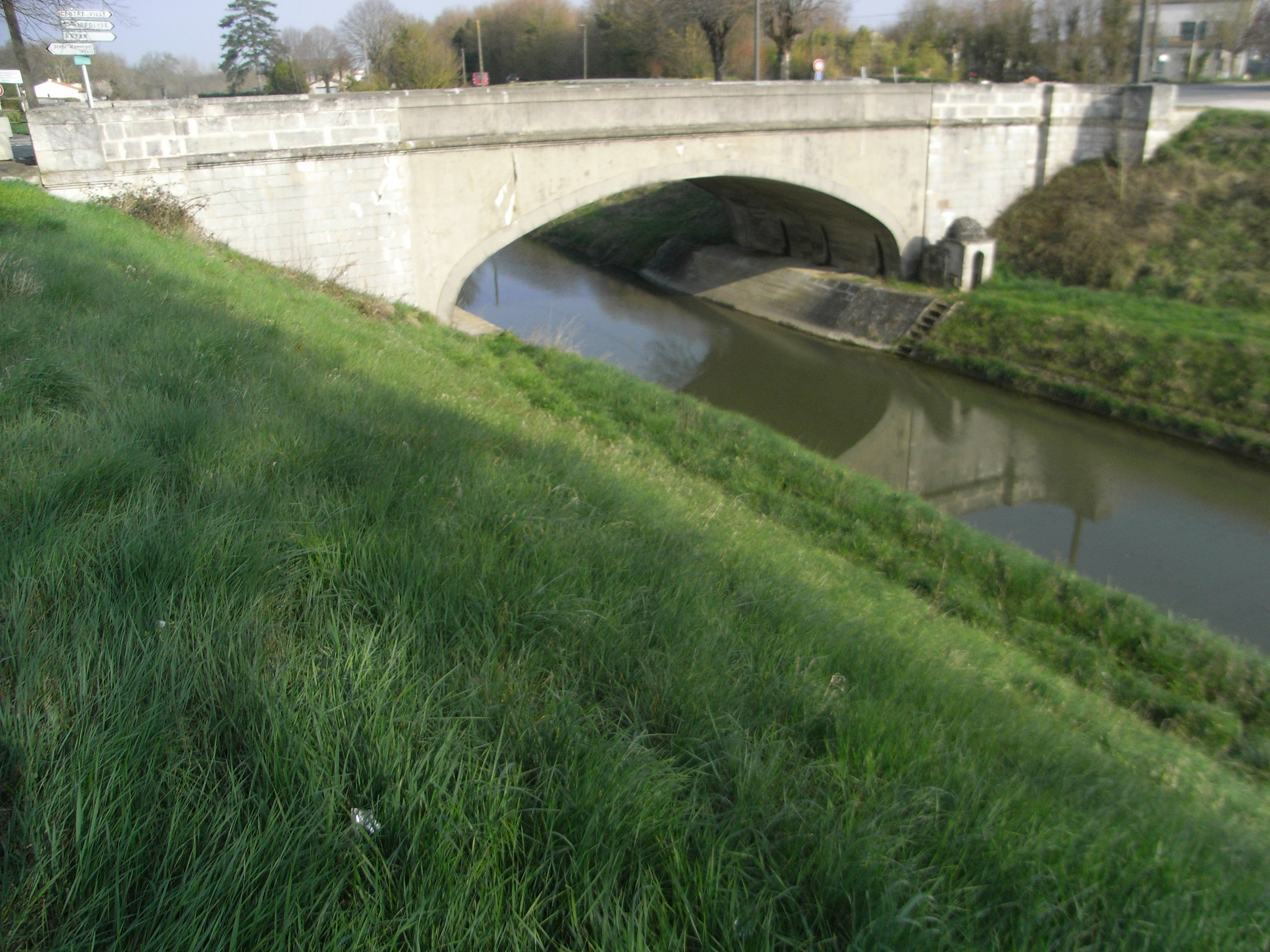
Le canal de la Bridoire.

## Équipements et services

### Enseignement
Saint-Agnant-les Marais possède une école primaire communale et le collège public Jean Monnet qui a reçu 442  élèves à la rentrée scolaire 2010. Ceux-ci sont encadrés par un corps professoral de 28 enseignants.

### Services de la santé
Saint-Agnant-les Marais dispose d'un certain nombre de services dans les secteurs médicaux et paramédicaux, inhérents à sa fonction de chef-lieu de canton.

#### Les services médicaux
Saint-Agnant possède trois cabinets de médecine générale  et un cabinet en soins dentaires regroupant deux dentistes, tous situés dans le centre-ville.
Saint-Agnant ne dispose d'aucuns médecins spécialistes, les habitants vont habituellement consulter ceux installés à Rochefort.
De même, Saint-Agnant n'est pas équipée d'un centre de radiologie médicale ou IRM, le chef-lieu de canton dépend de Rochefort et de Marennes pour ce type de prestation.
Le centre hospitalier le plus proche est celui de  Rochefort Béligon, situé à une quinzaine de kilomètres au nord.

#### Les services paramédicaux
Dans ce domaine, Saint-Agnant est équipée de deux centres en soins infirmiers dont un en centre-ville, d'un cabinet de kinésithérapie et d'un cabinet de pédicure-podologue. La ville ne dispose pas d'un laboratoire d'analyses médicales, les plus proches étant situés à Marennes et Rochefort.
À cela s'ajoute une pharmacie.
Un service d’ambulanciers est implanté à Saint-Agnant et assure ses prestations sur l'ensemble du canton de Saint-Agnant d'autant que Saint-Agnant fait partie des rares chefs-lieux de canton de la Charente-Maritime à ne pas être équipés d'un centre de secours. Ainsi, la ville dépend du centre d'intervention principal de Rochefort.